# Kodeks Tischendorfa I
Codex Tischendorfianus I (Gregory-Aland no. 0106), ε 40 (Soden) – grecki kodeks uncjalny Nowego Testamentu na pergaminie, paleograficznie datowany na X wiek. Rękopis przechowywany jest w Rosyjskiej Bibliotece Narodowej (Gr. 16, 1 f.) w Petersburgu. Posiada marginalia.

## Opis
Do dziś zachowało się 5 kart kodeksu (30 na 22 cm) z tekstem Ewangelii Mateusza (12,17-19.23-25; 13,32; 13,36-15,26). Tekst pisany jest jedną kolumną na stronę, 20 linijek w kolumnie. Pismo jest eleganckie, litery pochylone są w prawą stronę. Stosuje przydechy i akcenty.
Tekst dzielony jest według dwóch systemów - κεφαλαια (rozdziały), oraz według krótszych jednostek - Sekcji Ammoniusza. Numery κεφαλαια umieszczone zostały na marginesie bocznym tekstu (brak τιτλοι w górnym marginesie), numery Sekcji Ammoniusza umieszczone zostały na marginesie z odniesieniami do Kanonów Euzebiusza (pisanymi pod numerami Sekcji Ammoniusza).

## Tekst
Tekst kodeksu jest wynikiem wymieszania różnych tradycji tekstualnych. Kurt Aland zaklasyfikował go do kategorii III, a to oznacza, że jest wartościowy przy rekonstrukcji historii tekstu NT.

## Historia
Gregory datował fragment na VII wiek. Obecnie INTF datuje go na VII wiek.
Poszczególne partie kodeksu przywiózł Konstantin von Tischendorf z Synaju do Petersburga, w roku 1845 oraz 1853. Tischendorf opublikował je w Monumenta sacra inedita.
Gregory wciągnął go na listę rękopisów Nowego Testamentu, w 1908 roku dał mu siglum 0106. J.H. Greenlee badał kodeks w 1968 roku.
Inną partię kodeksu odkrył J. Rendel Harris. Została ona oznakowana przy pomocy siglum 0119.